# Qianosuchus
Qianosuchus es un género extinto de arcosaurio acuático que vivió a mediados del período Triásico (Anisiense) en la Formación Guanling del condado de Pan, China. Es conocido a partir de dos esqueletos casi completos y un cráneo aplastado.